# Wolseley Adder
Wolseley Adder byl letecký motor vyráběný anglickou firmou Wolseley Motors Ltd. Jednalo se o licenci francouzského motoru Hispano-Suiza 8Bb, vybaveného reduktorem (francouzské motory Hispano-Suiza řady 8B byly vybavovány reduktory se třemi různými převodovými poměry, v Británii u firmy Wolseley vyráběné reduktorové motory Adder měly téměř všechny jen reduktor s převodovým poměrem 1,686 – šlo o tzv. „1185 gear“, číslo zhruba udávalo počet otáček vrtule při 2000 otáčkách klikového hřídele; pouze na několika byl zkušebně namontován reduktor „1513 gear“ s převodem 1,321). Motory verzí Adder I až Adder III se lišily pouze jinými klikovými hřídeli.
Motor Adder poháněl letouny S.E.5a a Sopwith 5F.1 Dolphin I (druhý z nich pouze motorem Adder I).

## Sériově vyráběné verze
- Wolseley W.4B Adder I, 200 hp
- Wolseley W.4B* Adder II, 200 hp
- Wolseley W.4B* Adder III, 200 hp

## Technická data

### W.4B Adder I, 200 hp
- Typ: čtyřdobý zážehový vodou chlazený vidlicový osmiválec, bloky válců svírají úhel 90 stupňů, vybavený reduktorem (následující data jsou shodná i pro motory Adder II a Adder III)

- Vrtání válce: 120 mm
- Zdvih pístu: 130 mm
- Celková plocha pístů: 904,78 cm²
- Zdvihový objem motoru: 11 762 cm³
- Kompresní poměr: 4,80
- Rozvod: dvouventilový
- Převod reduktoru: 1,686 (hnací ozubené kolo má 35 zubů, hnané 59; „1513 gear“ měl počet zubů 28÷37)
- Mazání: tlakové, oběžné
- Zapalování: dvěma magnety
- Příprava palivové směsi: karburátorem Zenith Duplex 58 DC
- Hmotnost suchého motoru (tj. bez provozních náplní): 258,5 kg

- Výkony:
  - vzletový: 208 hp (155 kW) při 2000 ot/min
  - maximální: 215 hp (160 kW) při 2100 ot/min